# Salpinia kinabaluensis
Salpinia kinabaluensis là một loài bọ cánh cứng trong họ Cerambycidae.